# Mariscus infuscatus
Mariscus infuscatus là loài thực vật có hoa trong họ Cói. Loài này được (Kunth) T. Koyama mô tả khoa học đầu tiên năm 1974.